# Faisceau (géométrie)
Pour les articles homonymes, voir Faisceau.
Ne doit pas être confondu avec Fibré.

Les cercles d'Apollonius, deux faisceaux orthogonaux de cercles

En géométrie, un faisceau est une famille d'objets géométriques partageant une propriété commune, par exemple l'ensemble de droites passant par un même point dans le plan, ou l'ensemble de cercles passant par deux points dans le plan.
Si la définition d'un faisceau est assez vague, la caractéristique commune est que le faisceau est complètement déterminé par deux de ses éléments. De façon analogue, un ensemble d'objets géométriques déterminés par trois éléments quelconques est appelé un fibré. Ainsi, l'ensemble de toutes les droites passant par un point de l'espace 3D est un fibré de droites, deux d'entre elles caractérisant un faisceau de droites. Pour appuyer la nature de la dimension d'un faisceau, on parle parfois de faisceau plat.
Tout objet géométrique peut être utilisé comme un faisceau. Les plus communs sont des droites, des plans, des cercles, des coniques, des sphères et des familles de courbes. Les points peuvent être utilisés : un faisceau de points est l'ensemble de tous les points sur une droite donnée. Un terme plus commun pour cet ensemble est une étendue de points[réf. souhaitée].

## Faisceau de droites

Faisceau de droites passant par le point A

Dans un plan, soit u et v deux droites sécantes. On supposera pour aider que u a pour équation aX + bY + c = 0 et v a pour équation a'X + b'Y + c′ = 0. Alors
{\displaystyle \lambda u+\mu v=0,}
représente, pour des scalaires λ et μ bien choisis, toute droite passant par l'intersection de u et v. Cet ensemble de droites passant par un point commun est un faisceau de droites, et ce point commun est appelé sommet du faisceau.
Dans un plan affine avec la variante réflexive du parallélisme, un ensemble de droites parallèles forme une classe d'équivalence appelée un faisceau de droites parallèles. Cette terminologie est cohérente avec la définition précédente car dans l'unique extension projective du plan affine à un plan projectif un point isolé (point à l'infini) est ajouté à chaque droite dans le faisceau de droites parallèles, ce qui correspond au sommet du faisceau comme précisé au-dessus mais dans le plan projectif.

## Faisceau de plans
Un faisceau de plans est l'ensemble des plans passant par une droite de l'espace, appelé l'axe du faisceau. Le faisceau est parfois appelé faisceau axial ou éventail de plans ou une gerbe de plans. Par exemple, les méridiennes d'un globe sont définies par le faisceau de plans sur l'axe de rotation de la Terre.
Deux plans sécants se croisent le long d'une droite de l'espace, et ainsi déterminent l'axe et donc l'ensemble des plans du faisceau.
Dans des espaces de dimensions supérieures, un faisceau d'hyperplans est constitué de l'ensemble des hyperplans contenant un sous-espace de dimension 2. Un tel faisceau est également déterminé par deux de ses éléments.

## Faisceau de cercles
Toute paire de cercles dans le plan ont un axe radical commun, qui est la droite constituée de tous les points de même puissance par rapport aux deux cercles. Un faisceau de cercles (ou système coaxial) est l'ensemble de tous les cercles du plan partageant le même axe radical. Pour être inclusif, on considère que les cercles concentriques ont la droite à l'infini pour axe radical.
Il existe cinq types de faisceaux de cercles - certains auteurs en regroupent certains pour les réduire à trois, les cercles d'Apollonius correspondent à deux d'entre eux. Chaque type est déterminé par deux cercles dits générateurs du faisceau. Par une description algébrique, il est possible que les équations admettent des solutions imaginaires. On compte :
- les faisceaux elliptiques (en rouge sur la figure), définis par deux générateurs qui croisent en deux points exactement. Chaque cercle d'un faisceau elliptique passe par ces deux points. Il ne compte aucun cercle imaginaire ;
- les faisceaux hyperboliques (en bleu sur la figure), définis par deux générateurs qui ne croisent pas. Ils comptent des cercles réels, des cercles imaginaires, et deux points, cas dégénérés, appelés points de Poncelet du faisceau. Chaque point du plan appartient à exactement un cercle du faisceau ;
- les faisceaux paraboliques (comme cas limite) est défini dans le cas où les deux cercles générateurs sont tangents en un seul point. Un faisceau est une famille de cercles réels, tous tangents aux autres en un point commun. Le cercle dégénéré, de rayon nul et donc réduit à un point, appartient aussi au faisceau ;
- une famille de cercles concentriques en un centre commun (peut être rattaché au cas hyperbolique en plaçant le deuxième point à l'infini) ;
- une famille de droites passant par un point commun ; on peut le ramener au cas elliptique en les voyant comme des cercles qui passent tous par le point à l'infini[6].

### Propriétés
Un cercle orthogonal à deux cercles fixes est orthogonal à tous les cercles du faisceau déterminé par deux cercles fixes.
Les cercles orthogonaux à deux cercles fixes forment un faisceau de cercles.
Deux cercles déterminent deux faisceaux, l'unique faisceau qui les contient tous les deux, et le faisceau de cercles qui leur sont orthogonaux. L'axe radical d'un faisceau est fait des centres des cercles de l'autre faisceau. Si un faisceau est de type elliptique, l'autre est hyperbolique, et inversement.
L'axe radical de tout faisceau de cercles, vu comme un cercle de rayon infini, appartient au faisceau.
Chaque triplet de cercles appartient à un faisceau commun si les cercles pris deux à deux ont même axe radical et si leurs centres sont alignés.

### Espace projectif de cercles
Il existe une correspondance naturelle entre les cercles dans le plan et les points de l'espace projectif de dimension 3 ; une droite dans cet espace correspond à une famille de cercles continue unidimensionnel, ainsi un faisceau de points dans cet espace est un faisceau de cercles dans le plan.
Plus spécifiquement, l'équation d'un cercle de rayon r centré en un point (p , q),
{\displaystyle (x-p)^{2}+(y-q)^{2}=r^{2},}
peut se réécrire en
{\displaystyle \alpha (x^{2}+y^{2})-2\beta x-2\gamma y+\delta =0,}
avec α = 1, β = p, γ = q, et δ = p2 + q2 − r2.
Dans cette forme, multiplier le quadruplet (α, β, γ, δ) par un scalaire produit un autre quadruplet qui représente le même cercle ; ainsi, ces quadruplets peuvent être vus comme des coordonnées homogènes pour l'espace de cercles,. Des droites sont représentées par une équation de ce type avec α = 0 et doit être vue comme une forme dégénérée d'un cercles. Si α ≠ 0, on peut résoudre pour p = β/α, q = γ/α et r =√p2 + q2 − δ/α ;  la formule précédente peut donner r = 0 (cas correspondant au cercles réduit à un point) ou r égal à un nombre imaginaire (auquel cas le quadruplet (α, β, γ, δ) est dit représentant un cercle imaginaire).
L'ensemble de combinaisons affines de deux cercles (α1,β1,γ1,δ1), (α2,β2,γ2,δ2) étant donné, l'ensemble de cercles représenté par le quadruplet
{\displaystyle z(\alpha _{1},\beta _{1},\gamma _{1},\delta _{1})+(1-z)(\alpha _{2},\beta _{2},\gamma _{2},\delta _{2})}
pour une valeur du paramètre z, forme un faisceau ; les deux cercles étant les générateurs du faisceau.

### Cardioïde comme enveloppe d'un faisceau de cercles

Une cardioïde comme enveloppe d'un faisceau de cercles

Un autre type de faisceau de cercles peut être obtenu ainsi. On considère un cercle donné (dit générateur) et un point P sur le cercle générateur. L'ensemble de tous les cercles passant par P et dont les centres sont sur le cercle générateur forme un faisceau de cercles. L'enveloppe de ce faisceau est une cardioïde.

## Faisceau de sphères
Une sphère est uniquement déterminée par quatre points non coplanaires. Plus généralement, une sphère est uniquement déterminée par quatre conditions telles que passer par un point, être tangent à un plan, etc. Cette propriété est analogue aux trois points non alignés qui déterminent un cercle unique dans le plan.
Par conséquent, on peut déterminer une sphère par un cercle (qui appartient à la sphère) et un point non coplanaire du cercle.
En examinant les solutions communes aux équations de deux sphères, on peut voir que deux sphères se croisent le long d'un cercle et le plan contenant ce cercle est appelé plan radical des deux sphères qui s'intersectent. bien que le plan radical soit réel, le cercle peut être imaginaire (les sphères n'ont aucun point réel en commun) ou consistent en un seul point (les sphères sont tangentes en ce point).
Si f(x, y, z) = 0 et g(x, y, z) = 0 sont les équation de deux sphères distinctes alors
{\displaystyle \lambda f(x,y,z)+\mu g(x,y,z)=0}
est l'équation d'une sphère pour des valeurs arbitraires des paramètres λ et μ. L'ensemble de toutes ces sphères satisfaisant cette équation est un  faisceau de sphères déterminé par les deux sphères originales. Dans cette définition, une sphère peut être un plan (rayon infini, centre à l'infini) et si les deux sphères sont des plans alors le faisceau est entièrement constitué de plans, sinon il n'y a qu'un plan (le plan radical) dans le faisceau.
Si le faisceau de sphères n'est pas fait de plans, il y a alors trois types de faisceaux:
- si les sphères se croisent le long d'un cercle réel C, alors le faisceau est constitué de toutes les sphères contenant C, y compris le plan radical. Les centres des sphères ordinaires du faisceau se trouvent sur une droite normale au plan radical et passant par le centre de C ;
- si les sphères se croisent sur un cercle imaginaire, toutes les sphères du faisceau passent aussi par ce cercle imaginaire mais vus comme des sphères ordinaires, elles sont disjointes (sans point en commun). La droite des centres est normale au plan radical, qui est un plan réel du faisceau contenant le cercle imaginaire ;
- si les sphères sont tangentes en un point A, toutes les sphères du faisceau sont tangentes en A et le plan radical est le plan tangent passant par A et commun à toutes les sphère. La droite des centres est normale au plan radical en A.

Toutes les droites tangentes en un point fixe du plan radical aux sphères du faisceau ont la même longueur.
Le plan radical est le lieu des centres de toutes les sphères qui sont orthogonales à toutes les sphères dans un faisceau. De plus, une sphère orthogonale à deux des sphères d'un faisceau est orthogonal à toutes les sphères et son centre se trouve sur le plan radical du faisceau.

## Faisceau de coniques
Une conique (non dégénérée) est complètement déterminée par cinq points en position générale (aucun triplet de points alignés) dans un plan et le système de coniques qui passent par un quadruplet de quatre points (également coplanaires et sans triplet de points alignés) est appelé un faisceau de coniques. Les quatre points communs sont appelés points de base du faisceau. Par chaque point autre qu'un point de base, il passe une unique conique du faisceau. On peut voir cette construction comme une généralisation du faisceau de cercles.
Dans un plan projectif défini sur un champ algébriquement fermé, toute paire de coniques se croisent en quatre points (comptée avec leurs multiplicités) et ainsi, déterminent le faisceau de coniques à partir de ces quatre points. De plus, les quatre points de base déterminent trois paires de droites (le cas dégénérés par les points de base, chaque droite de la paire contenant exactement deux points de base) et ainsi chaque faisceau de coniques contiendra au plus trois coniques dégénérées.
Un faisceau de coniques peut être représenté algébriquement de la façon suivante : soient C1 et C2 deux coniques distinctes dans un plan projectif défini sur un champ algébriquement clos K. Pour chaque paire λ, μ d'éléments de K, tous deux non nuls, l'expression
{\displaystyle \lambda C_{1}+\mu C_{2}}
représente une conique dans le faisceau déterminé par C1 et C2. Cette représentation symbolique peut être concrétisée avec un léger abus de notation (en utilisant la même notation pour désigner l'objet comme l'équation définissant l'objet). En considérant par exemple C1, vu comme une forme quadratique ternaire, alors C1 = 0 est l'équation de la "conique C1". Une autre réalisation concrète serait obtenue en voyant C1 comme une matrice 3×3 symétrique qui la représente. Si C1 et C2 ont de telles réalisations concrètes alors toutes les coniques du faisceau peuvent l'être. Puisque la définition repose sur des coordonnées homogènes dans un plan projectif, deux représentations concrètes (par les équation ou les matrices) donnent la même conique si elles diffèrent d'une constante multiplicative non nulle.

### Propriétés

Un faisceau de coniques passant par quatre points en position générale (en rouge). Dans le cas général, le faisceau compte deux paraboles (en vert) et une unique hyperbole équilatère (en cyan).

Dans le cas général, un faisceau de coniques contient deux paraboles, une unique hyperbole équilatère et trois paires de droites sécantes (cas dégénérés). Si les deux paraboles ont des axes colinéaires, le faisceau compte une infinité de paraboles.
Si les quatre points forment un système orthocentrique, alors le faisceau n'est composé que d'hyperboles équilatères ; c'est ce qu'on appelle un faisceau de Poncelet.

## Faisceau de courbes
De façon plus générale, un faisceau est le cas spécial d'un système de diviseurs linéaire dans lequel l'espace du paramètre est une droite projective. Les faisceaux typiques de courbes dans le plan projectif, par exemple, sont écrits sous la forme
{\displaystyle \lambda C+\mu C'=0\,}
avec C = 0, C′ = 0 des courbes planes.

## Historique
Desargues est crédité pour avoir défini le "faisceau de droites" (sous le nom d'ordonnance de lignes).
Un des premiers auteurs de la géométrie projective moderne G. B. Halsted (1853–1922) a introduit plusieurs termes, la plupart étant considérés aujourd'hui comme désuets[Qui ?], comme copunctal ou faisceau plat pour décrire des droites se croisant en un même point.